# Поисковое движение России
Поисковое движение России — общероссийское общественное поисковое движение, цель которого — увековечить память погибших при защите Отечества. Движение создано в апреле 2013 года и работает в 84 субъектах Российской Федерации, объединяя более 45 тысяч добровольцев из 1500 поисковых отрядов страны. Участники поискового движения организуют экспедиции в места боёв Великой Отечественной войны, массовых захоронений мирных жителей во всех 37 регионах, затронутых военными действиями. Они также помогают людям в поиске их погибших или пропавших без вести близких, ведут работу в архивах для установления личностей найденных на полях сражений или в безымянных могилах солдат. Символом движения являются белые журавли.
Партнёрами Движения являются Минобороны России, Минобразования России, Российское военно-историческое общество, ВПЦ «Вымпел», Росмолодёжь, Русское географическое общество, Всероссийское общественное движение «Волонтёры Победы». Совместно с Министерством обороны Российской Федерации и Общественной молодежной организацией "Объединение «Отечество»" Республики Татарстан движение организовало Всероссийский информационно-поисковый центр (ВИПЦ) для объединения данных по сбору, систематизации и хранению результатов поисковых работ на местах боёв.

## История движения
Поисковое движение России было создано в 2013 году, когда отмечалось 25-летие 1-го Всесоюзного сбора представителей поисковых отрядов, прошедшего в Калуге в 1988 году и положившего начало организованному поисковому движению в СССР с созданием Всесоюзного координационного совета поисковых отрядов.
После перерыва, вызванного распадом СССР, 14 января 1993 года выходит закон РФ № 4292-1 «Об увековечении памяти погибших при защите Отечества», где в статье 8 говорилось об организации поисковой работы и запрещалось производить ее в порядке самодеятельной инициативы.
Председатель правления Союза поисковых отрядов Юрий Смирнов 11 марта 2013 года обратился в Администрацию президента России с предложением организовать общероссийский слёт представителей поисковых отрядов. Слёт прошёл в Калуге с 12 по 14 апреля 2013 года и вынес решение о создании Движения.

## Деятельность
С 2013 по 2018 год участники Движения установили свыше 6000 имён солдат и офицеров, пропавших без вести во время Великой Отечественной войны, подняли из мест захоронений останки более 120 тысяч военнослужащих Красной армии.

### 2018
В 2018 году в 1525 экспедициях движения приняли участие 38531 человек. В результате работ с воинскими почестями перезахоронены останки более 16 тысяч солдат и офицеров, погибших в годы Великой Отечественной войны, установлены имена и судьбы 615 бойцов.

### 2019
В марте 2019 года движение начало проект «Без срока давности», в рамках которого ведутся раскопки и расследования на местах массовых казней мирного населения, устанавливается правда о совершённых во время войны преступлениях и актах геноцида на основании рассекреченных недавно архивных материалов. В 2019 году проведены масштабные полевые экспедиции на местах расстрелов мирных граждан в Ставропольском крае, Новгородской, Ленинградской и Псковской областях. В частности, у деревни Жестяная горка Новгородской области, где сразу после войны были открыты массовые захоронения уничтоженных карателями мирных жителей, в мае 2019 года было найдено новое масштабное захоронение, из которого во время полевого сезона было подняты останки около 500 человек.
Накануне Дня Победы Движение совместно с Общероссийским народным фронтом открыло в регионах России более 120 стационарных и мобильных общественных приемных для сбора заявок на поиск информации об участниках Великой Отечественной войны от их родственников. Во время акции «Судьба солдата» многим людям удаётся найти данные о своих погибших или пропавших без вести родных благодаря участию поисковиков из разных регионов страны.
Движение приняло участие в шести всероссийских, одном международном и семи окружных молодёжных форумах, представив на них разнообразные текстовые, фото- и киноматериалы о войне и том, какой она была для простых людей, которых истребляли нацистские оккупанты и их пособники.
Накануне 80-летия начала Второй мировой войны движение провело онлайн-тестирование в социальной сети «В контакте», чтобы проверить знания граждан России об этой войне, нанесённом ею Советскому Союзу уроне, жертвах и нацизме как идеологии. В нём участвовали более пяти тысяч пользователей, из которых две трети ответили правильно на половину из 15 заданных вопросов.

### 2020
В 2020 году в рамках проекта «Без срока давности» было издано 23 тома архивных документов о нацистских преступлениях в СССР. Проводились полевые работы в местах, где во время Великой Отечественной войны были захоронены мирные жители, а полученные материалы были переданы в следственные органы. В рамках проекта продолжалась просветительская деятельность, проводились проектные школы для специалистов поискового дела и историков.

### 2021
Велась работа над сборником документов, посвященных истории Хабаровского процесса 1949 года над японскими военными преступниками, который составляется в проекта «Без срока давности».
25-28 ноября 2021 года в Москве была организована и проведена очередная международная конференция «Судьба солдата: теория и практика архивных исследований» с участием более 100 экспертов и активистов поискового движения. Кроме научных проблем, обсуждались вопросы взаимодействия с органами власти, а также была проведена панельная дискуссия по теме ДНК-идентификации останков безымянных павших солдат.

## Руководители
Первым руководителем ООД "Поисковое движение России" в 2013 году избран командир поискового отряда "Застава св. Ильи Муромца" Фетисов Андрей Иванович.
Ответственный секретарь движения — председатель комиссии Общественной палаты РФ по делам молодежи, развитию добровольчества и патриотическому воспитанию Елена Цунаева.

## Политизация
В работе российских социологов Н. В. Гончаровой и И. Г. Ясавеева «Конструирование смыслов поисковой работы в России: лейтмотивы властей и участников экспедиций» отмечается тенденция к политизации поискового движения в России, и в связи с этим они цитируют слова, сказанные Еленой Цунаевой в 2016 году на семинаре «Поисковый фронт»:
Люди,  которые  фальсифицируют историю, хотят одного – они хотят гибели нашего государства. Стреляя в наше прошлое, они стреляют в наше будущее. Поэтому так важно делать наше дело правильно, проводить поисковые работы, фиксируя все детали. Это наша передовая, это наш поисковый фронт.

## Награды
Проект «Без срока давности», реализованный «Поисковым движением России», был удостоен в 2021 году национальной премии «Победа» (в номинации «научный проект»). Награда была вручена ответственному секретарю организации Елене Цунаевой и председателю правления Центрального совета Российского общества историков-архивистов Евгению Пивовару.